# Mark-Jan Fledderus
Mark-Jan Fledderus (Coevorden, 14 dicembre 1982) è un ex calciatore olandese, di ruolo centrocampista.